# Universidad McMaster
La Universidad McMaster es una universidad de tamaño medio de investigación intensiva situada en Hamilton, Ontario, Canadá, con una matriculación de 18.238 estudiantes a tiempo completo y 3.836 a tiempo parcial (datos de 2006).
McMaster ha sido iniciadora de diversos programas que se han ido modificando a medida que los profesores los impartían y los alumnos los aprendían. La Enseñanza basada en el Problema (en inglés Problem-based-learning (PBL)), iniciado en McMaster, ahora se halla extendido por toda América del Norte como el método preferido en la enseñanza de estudiantes no graduados.
Mediante su continuada dedicación a innovar la educación y la investigación, la Universidad ha ganado reputación como una de las principales instituciones postsecundarias del mundo.
McMaster, o Mac, comprende seis facultades; ciencia, ciencias de la salud, ingeniería, humanidades, ciencias sociales y negocios. El campus está ubicado sobre una superficie de 300 acres (1,2 km²) en la vecindad residencial de Westdale tocando a los Reales Jardines Botánicos, de Ontario.
McMaster tiene un gran número de famosos comediantes graduados, como Martin Short, John Candy, Eugene Levy e Ivan Reitman. Todavía hay un debate pendiente acerca de si la película Animal House está inspirada en el tiempo que Reitman pasó en Whidden Hall durante los llamados "Disturbios de Whidden" en los años 1960. 
McMaster está clasificada entre las 100 universidades más importantes del mundo en las calificaciones del Suplemento de Educación Superior del Times. Se sitúa en el tercer puesto de Canadá en las calificaciones para 2005 de la Universidad de Shanghái Jiao Tong.

## Historia
La universidad tiene sus orígenes en el Colegio Bautista de Toronto, fundado en 1881 por la Convención Bautista de Ontario y Quebec (Ministerios Bautistas Canadienses) como una institución de educación superior para pastores. En 1887, se convirtió en universidad y se le cambió el nombre en honor al del senador William McMaster, primer presidente del Canadian Bank of Commerce. Empezó a funcionar tres años después, y sus estudiantes se graduaron por primera vez en 1894. 
La universidad estaba situada inicialmente en Toronto y rápidamente se federó con la Universidad de Toronto como Trinity College y Victoria College, siendo este último trasladado desde Cobourg en el proceso). 
Impulsores locales de Hamilton ofrecieron grandes donaciones de tierra y dinero a McMaster para reubicar en lugar de federar, y el traslado se produjo en 1930. El University Hall, uno de los edificios iniciales del campus, incluye una estatua del senador McMaster por su contribución a la universidad. El edificio Toronto, situado en la parte norte del campus St. George de la Universidad de Toronto, en Bloor Street West, alberga ahora el Real Conservatorio de Música de Toronto.
Durante e inmediatamente después de la Segunda Guerra Mundial, McMaster registró una explosión de crecimiento en investigación científica y de matriculación de estudiantes bajo H.G. Thode. Esto provocó tensión en las finanzas en lo que todavía era una institución confesional baptista. En consecuencia, en 1957, se fundó el McMaster Divinity College para continuar con las tradiciones universitarias religiosas, mientras que la propia universidad pasó a ser una institución pública secular.

## Campus
El campus principal de McMaster limita al norte con Cootes Paradise, un terreno pantanoso natural, al este y al oeste con vecindades residenciales y al sur con Main Street West, una de las principales arterias de Hamilton. Los alrededores del norte son un destino popular para excursionistas y corredores que hacen uso de las muchas pistas que conectan el campus con las tierras de los Reales Jardines Botánicos de Ontario.
Los edificios e instalaciones representan el constante desarrollo que han experimentado los terrenos de McMaster desde que adquirió su propiedad a la ciudad de Hamilton en 1928. Sus seis edificios originales de estilo gótico están ahora rodeados por 50 estructuras construidas en especial durante los grandes procesos de expansión de los primeros años 1970 y los últimos 1990, hasta el presente.
Quizás el componente más representativo del perfil del campus es el del Centro Médico de la Universidad McMaster, un hospital de investigación multiusos, que está catalogado entre los más grandes edificios públicos de Canadá. Está conectado al edificio de Ciencias de la Vida y el recientemente (2004) finalizado Centro para Aprendizaje y Descubrimiento Michael DeGroote Centre que alberga muchos grupos de investigación consolidados en áreas de genética, enfermedades infecciosas y otras varias.
El reactor nuclear McMaster (MNR) que se completó en 1959 fue el primer reactor de investigación con base en una universidad en la Commonwealth y actualmente es el único reactor de flujo medio en un entorno universitario. Es un reactor de "tipo estanque" con un núcleo de combustible de uranio enriquecido moderado y refrigerado por agua ligera. El MNR, proporciona un amplio abanico de instalaciones de irradiación, laboratorio y otros, que incluyen: un ciclotrón, un acelerador, un detector de dispersión de neutrones de pequeño ángulo y un dispersor de neutrones de ángulo ancho.

### Campus Satélites
Recientemente, McMaster ha empezado a expandirse físicamente más allá de las fronteras inflexibles de West Hamilton, en otras áreas de la región.

#### Centro Urbano de Hamilton
En 2002 el Centro McMaster para Educación Continuada fue reubicado en el anterior edificio del Tribunal de Hamilton-Wentworth en Main Street East. El Centro ofrece una variedad de programas de certificación y de diplomatura, así como programas de desarrollo personal o profesional que se esfuerzan por mantener la tradición de fomentar el liderazgo y el descubrimiento.

#### Burlington
En 2004 la universidad McMaster anunció que en colaboración con la vecina ciudad de Burlington, se construiría un nuevo campus de artes y tecnología en esa ciudad. Los planes pretendían una asistencia inicial a iniciar en el 2007 en un espacio alquilado y la universidad espera que la matriculación en Burlington alcance los 5.000 estudiantes para el año 2020. El concepto del campus de Burlington está sujeto a la aprobación del gobierno provincial, todavía no conseguido, acerca de los programas académicos y la necesaria financiación.
El campus propuesto ha registrado controversias y oposiciones por parte de muchos decanos y otros miembros de las facultades. El Sindicato de Estudiantes de McMaster tiene graves reservas sobre el proyecto y puede llegar a oponerse abiertamente a él, según sea el resultado de las votaciones de su asamblea de representantes o de un eventual referéndum.

#### Research Park
Anunciado en 2005, McMaster ha adquirido un gran parque industrial a tres kilómetros al este de su campus principal de Hamilton que será desarrollado para contener un abanico de instalaciones de investigación para el desarrollo de manufacturas y materiales avanzados, biotecnología, automoción y nanotecnología. Se espera que el parque genere miles de puestos de trabajo y millones de dólares para las economías local y provincial.
En julio de 2005, se informó que CANMET, un laboratorio del gobierno federal de investigación de materiales, sería reubicado desde el centro de Ottawa – Ontario, a Hamilton, ayudando de esta forma la lanzar el parque de investigación McMaster. 
Se espera una dotación de $60 millones de colaboración para establecer el nuevo laboratorio en el año 2008.

## Aspectos Académicos
McMaster tiene fama especial por su exigencia académica, especialmente en los campos de las ciencias de la salud, y en la ingeniería. En las ciencias de la salud es la cuna de la medicina basada en la evidencia. La universidad ha sido designada como la más innovadora en medicina del Canadá ocho veces en los últimos once años, por Maclean's en su clasificación anual de las universidades canadienses. McMaster ha sido galardonada como Universidad de Investigación del Año en 2004, basándose en su capacidad para atraer y capitalizar sus ingresos por investigación. Sus actividades de investigación duplican las de las universidades de su tamaño. De hecho, ninguna universidad canadiense recibe las más altas proporciones de dotaciones para su presupuesto de funcionamiento que McMaster.
McMaster lanzó la primera escuela de ingeniería computacional y ciencia en 2005, dedicada al desarrollo de la habilidad en la tercera ola de investigación científica incluyendo estimulación, modelado y optimización. La nueva escuela realiza junto con 50 facultades de ingeniería, ciencia, negocios y ciencias de la salud colaboraciones para dirigir la educación avanzada y en investigación. Los estudios en esta área están ayudando a comprender un amplio número de temas y abre oportunidades en campos tales como las pandemias, los patrones meteorológicos, la mejora de la seguridad de los automóviles, o el diseño de chips de ordenador.
Además, la Escuela de negocios Degroote de McMaster, alberga el Allen H. Gould Trading Floor. El Allen H. Gould Trading Floor es una herramienta educativa actualizada que permite a los estudiantes a experimentar las relaciones e interacciones de los mercados financieros. Es una de las primeras instalaciones de su tipo en Norteamérica, y una de las sólo 30 del mundo.
El Museo de Arte McMaster acoge seis mil obras de arte. El sistema de bibliotecas de la universidad se compone de cuatro bibliotecas. La Biblioteca Mills Memorial para humanidades y ciencias sociales. La Biblioteca Innis, situada en Kenneth Taylor Hall for Business. La biblioteca H.G. Thode de Ciencia e Ingeniería y la Biblioteca de Ciencias de la Salud. La Biblioteca Universitaria es miembro de la Asociación de Bibliotecas de Investigación. La colección contiene más de 1,9 millones de volúmenes, 1.423.102 microfilms, 174.956 documentos no impresos y 11.041 pies lineales de material de archivo.
McMaster tiene un reactor nuclear desde 1959 para ciencia nuclear e investigación científica. Separadamente, las ciencias nuarales disponen de un planetario desde 1949.
El nivel de la ciencia nuclear en McMaster, con el reactor nuclear bajo la presidencia del Dr. H.G. Thode, se vio incrementado en 1968 con la construcción de un acelerador de particular del modelo FN de 10MV. Junto con este, se le añadió en el mismo año un acelerador final del modelo KN de 3MV. Puesto que, inicialmente, era un laboratorio de estructura nuclear, la dirección académica del laboratorio se asignó al Departamento de Física. Durante los siguientes 28 años, el esfuerzo de investigación nuclear fue enorme, graduándose cientos de alumnos y se generaron muchas publicaciones.
El Departamento de Química de McMaster alberga tres instalaciones de instrumentos de investigación incluyendo el centro regional McMaster para espectrometría de masas, instalación de análisis de la difracción de rayos X y la instalación de resonancia nuclear magnética. Juntas, estas tres instalaciones ofrecen un servicio incomparable tanto a clientes de investigación internos como externos.
La instalación de Resonancia Nuclear Magnética (NMR) se realizó en 1985 con fondos procedentes de NSERC y la Universidad McMaster. La instalación está equipada con siete espectrómetros NMR, dotados por la Canadian Foundation for Innovation (CFI). Esta instalación tiene una alta consideración en la comunidad química canadiense por su versatilidad en los tipos de muestras (de materiales orgánicos, inorgánicos, bioquímicos, geológicos, industriales, forestales, agrícolas y biomédicos) que pueden ser analizados. Un amplio rango de núcleos pueden estudiarse en solución o en estado sólido.
La reputación de la ciencia de la salud de la universidad, se inició con la fundación de su escuela de medicina – con enseñanzas no tradicionales basadas en problemas basados en pequeños grupos, desde entonces adoptados por otros programas – en los años 1960. No obstante, creció rápidamente con programas en terapia ocupacional, terapia física, obstetricia, y otros campos relacionados.
Cuando en 1955 murió Albert Einstein, su cerebro fue conservado para investigación médica. Una parte de él está en el banco de cerebros McMaster. Los investigadores han identificado diferencias en su cerebro que pueden estar relacionadas con su genio para el pensamiento matemático y espacial.
Una reciente donación de $CAD 105 millones ha sido realizada al programa médico McMaster's del multimillonario Michael G. DeGroote. El dinero será utilizado para actualizar la escuela médica, que será llamada la Escuela de Medicina Michael G. DeGroote. También él es benefactor de la escuela de negocios McMaster (que también lleva su nombre), El Michael DeGroote Centre for Learning and Discovery (MDCL), y el Centro de Estudiantes.
El de Artes y Ciencia McMaster es un programa exclusivo de McMaster y es el más pequeño de la universidad, admitiendo anualmente sólo 60 estudiantes de primer año, con un total de alrededor de 250.

## Laureados con el Premio Nobel
- Dr. Bertram Brockhouse, coganador del Premio Nobel de Física 1994.
- Dr. Myron Scholes, receptor del Premio Nobel de Economía de 1997.
- Dr. James Orbinski, receptor del Premio Nobel de la Paz de 1999 en nombre de Médicos sin fronteras.
- Dra. Donna Strickland, coganadora del Premio Nobel de Física 2018.

## Hospitales
La Universidad McMaster está afiliada con ocho hospitales de formación. Cuatro de ellos conforman las Ciencias de la Salud de Hamilton.
- Ciencias de la Salud de Hamilton:
  - Hospital Chedoke
  - Hospital de Niños
  - Hospital General Hamilton
  - Hospital Henderson
  - Centro Médico McMaster
- Centro Regional de Cáncer de Hamilton
- Cuidados de Salud de St. Joseph
- Sistema de Salud de St. Peter

## Deportes
La mayoría de los equipos de la universidad, incluidos los de fútbol americano, fútbol(soccer) y baloncesto, ostentan la denominación de McMaster Marauders. Sus colores, desde 1912 han sido el marrón y el gris. Varios equipos han sido con frecuencia los campeones de Ontario en los deportes escolares.
Los deportes en pista cubierta están promocionados y cuentan con amplia participación en el Centro Ivor Wynne. Deportes no organizados incluyen juegos de cricket específicos, que se practican frente a los edificios de ciencias e ingeniería y anteriormente en la zona de la cafetería.
En 2004, el estudiante de kinesiología de McMaster Adam van Koeverden consiguió la medalla de bronce en la especialidad de kayak K1 Hombres 1000 metros, individuales, y la medalla de oro en 500 metros en los Juegos Olímpicos de Atenas, Grecia. También conquistó, en septiembre de 2003, una medalla de plata en K1, 1000 metros, en el Campeonato Mundial, celebrado en Gainesville, Estados Unidos.

### Fútbol americano
El fútbol masculino de McMaster es uno de los deportes que convoca más cantidad de espectadores. El equipo antes jugaba sus partidos en el campo Les Prince, situado en el campus. Sin embargo, este espacio fue dedicado a una ampliación del complejo Ivor Wynne. Los partidos se juegan ahora en el Estadio Ron Joyce, cual tiene capacidad de 6,000 espectadores. Los Mauraders tienen un amplio palmarés tanto en la liga universitaria de Ontario, como de Canadá (interuniversitaria), que se ha conseguido durante décadas. Más recientemente, el equipo se ha mostrado como uno de los más fuertes de Canadá, ganando cuatro copas Yates (2000-2003). Varios jugadores han sido reclutados para jugar la liga Canadiense de Fútbol Americano.

## Teatro
McMaster alberga también dos de las compañías de actores semiprofesionales de Ontario, a nivel universitario. El Club Thespian de McMaster, formado en el 2003, y Teatro Musical McMaster, que empezó en los años 1960, y que presentan anualmente producciones que incorporan a actores estudiantes voluntario, músicos y otros colaboradores. La información sobre los mismos puede encontrarse en sus respectivas páginas web.
Estos grupos, así como los estudiantes del programa de Teatro y Cine de McMaster, actúan normalmente en el Teatro Robinson Memorial en Chester New Hall.
Desde 1990, McMaster también ha albergado el Festival de Verano Teatral McMaster, una serie de obras dirigidas y protagonizadas por los estudiantes durante el mes de julio.

## Vida Estudiantil
Los estudiantes no graduados a tiempo completo están afiliados al Sindicato de Estudiantes de McMaster, que hace funcionar un bar y publica un periódico llamado The Silhouette. 
Otros grupos de estudiantes en el campus incluyen la Asociación McMaster de Estudiantes a tiempo parcial y la Asociación de Estudiantes Graduados.
La emisora de radio del campus es la CFMU, emitiendo con una frecuencia de 93,3 en FM.
La Semana de bienvenida (Welcome Week) es algo especial en McMaster. Constituye un aspecto importante de la vida estudiantil como muestra del espíritu estudiantil. Los estudiantes de primer año disfrutan de una primera semana llena de diversión que recordarán durante toda su vida.
Los estudiantes de McMaster tienen una tradición de ser innovadores. En 1991, durante la primera guerra del Golfo, cientos de estudiantes crearon una ciudad de tiendas de campañas en medio del invierno en los espacios comunes para apoyar la paz.

McMaster es la sede del Capítulo de McMaster de Ingenieros sin Fronteras (Canadá), siendo de uno de los Capítulos de mayor crecimiento.
El capítulo de la “Inter-Varsity Christian Fellowship of Canada” (Comunidad Cristiana Interuniversitaria de Canadá) de McMaster ganó reconocimiento en la década de 1990, cuando iniciaron los servicios religiosos con rock and roll en los bares del campus (por ejemplo, la Iglesia en el John – del nombre del bar Downstairs John en Wentworth House) que se desplazó a bares cada vez más grandes, a medida que crecía la popularidad de estos eventos. A mediados de los años 90, estos acontecimientos mensuales convocaban a miles de estudiantes de todo Ontario y de partes de New York, incluso en casos expandiendo eventos similares en universidades de toda la provincia.
El Centro de Estudiantes de McMaster se siente orgulloso de mostrar el innovador Reloj Iron Ring, diseñado y construido por cuatro estudiantes de Ingeniería Mecánica como su proyecto de tesis de fin de año el 2003. El dinero para el reloj fue donado por un gran número de ciudadanos y de empresas. El reloj contiene lo que se cree que es el anillo de hierro más grande del mundo como una parte de su mecanismo. El reloj está situado sobre el acceso norte del Centro de Estudiantes, contra un conjunto de ventanas que proporcionan la iluminación posterior del cristal glaseado del blasón de la universidad, que constituye la parte central del reloj. 
Durante los fines de semana, muchos estudiantes se divierten en los pubs locales que rodean el área de Westdale Village o en reuniones en las residencias de estudiantes en las muchas calles cerca del campus.

## Vida en la Residencia
Actualmente McMaster dispone de 11 edificios de residencias libres de humos, que totalizan un total de aproximadamente 3.366 camas.
Como respuesta el incremento de la matriculación de estudiantes, se están construyendo nuevas residencias. La más nueva se situará en un edificio al norte del campus.
Se puede elegir entre las habitaciones tradicionales, y el estilo de huéspedes, apartamentos amueblados y de estilo suite.
- Bates Residence - Apartamentos Amueblados
  - Construido en 1973, 504 camas, Tamaño: Grande
- Brandon Hall - Tradicional
  - Construido en 1970, 558 camas, - Tamaño: Grande
- Edwards Hall - Tradicional
  - Construido en 1930, 107 camas - Tamaño: Pequeño
- Hedden Hall - Tradicional
  - Construido en 1991, 425 camas, - Tamaño: Grande
- Mary E. Keyes - Estilo Suite
  - Construido en 2003, 280 camas, - Tamaño: Medio
- Matthews Hall - Tradicional
  - Construido en 1965, 278 camas, - Tamaño: Medio
- McKay Hall - Tradicional
  - Construido en 1965, 280 camas, - Tamaño: Medio
- Moulton Hall - Tradicional
  - Construido en 1961, 234 camas, Femenino a petición - Tamaño: Medio
- Wallingford Hall - Tradicional
  - Construido en 1930, 74 camas, Sólo femenino - Tamaño: Pequeño
- Whidden Hall - Tradicional
  - Construido en 1961, 333 camas, - Tamaño: Medio
- Woodstock Hall - Tradicional
  - Construido en 1970, 293 camas, - Tamaño: Medio

## Cancilleres y Presidentes

### Cancilleres
De 1888 a1949, al rector de McMaster se le daba el título de Chancellor (Canciller). 
En 1949, George P. Gilmour fue a la vez Presidente y Canciller, y en 1950 su título cambió a Presidente y Vicecanciller. A partir de entonces, la universidad tuvo un Canciller, un Presidente y un Vicecanciller.
(*)En el intervalo entre la jubilación del Canciller MacVicar y la designación del Canciller Rand, las Facultades de Arte y Teología se organizaron bajo las presidencias de los Doctores Rand y Goodspeed, respectivamente.
1. 1888-1890 Malcolm MacVicar
2. 1890-1892*
3. 1892-1895 Theodore Harding Rand
4. 1895-1905 Rev. Oates C.S. Wallace
5. 1905-1911 Alexander C. McKay
6. 1911-1922 Abraham L. McCrimmon
7. 1922-1941 Howard P. Whidden
8. 1941-1949 George P. Gilmour
9. 1949-1950 George P. Gilmour - Presidente y Canciller
10. 1950-1955 E. Carey Fox
11. 1955-1960 Roy L. Kellock
12. 1960-1965 Charles P. Fell
13. 1965-1971 D. Argue C. Martin
14. 1971-1977 Lawrence T. Pennell
15. 1977-1986 H. Allan B. Leal
16. 1986-1992 John H. Panabaker
17. 1992-1998 James H. Taylor
18. 1998 ---- Melvin M. Hawkrigg

### Cancilleres y Presidentes
1. 1950-1961 George P. Gilmour
2. 1961-1972 Henry G. Thode
3. 1972-1980 Arthur N. Bourns
4. 1980-1990 Alvin A. Lee
5. 1990-1995 Geraldine A. Kenney-Wallace
6. 1995 ---- Peter J. George